# NGC 5788
NGC 5788 је спирална галаксија у сазвежђу Волар која се налази на NGC листи објеката дубоког неба.
Деклинација објекта је + 52° 2' 41" а ректасцензија 14h 53m 16,8s. Привидна величина (магнитуда) објекта NGC 5788 износи 14,9 а фотографска магнитуда 15,7. NGC 5788 је још познат и под ознакама MCG 9-24-49, CGCG 273-32, NPM1G +52.0224, PGC 53189.